# Вольфганг Бартен
Вольфганг Бартен (нім. Wolfgang Barten; 18 серпня 1909, Мінден — 13 жовтня 1939, Ла-Манш) — німецький офіцер-підводник, капітан-лейтенант крігсмаріне.

## Біографія
7 квітня 1931 року вступив на флот. Після проходження навчання 1 травня 1936 року переданий в розпорядження керівника підводних човнів в Кілі. З 1 листопада 1936 року — вахтовий офіцер на підводному човні U-29, з яким взяв участь у Громадянській війні в Іспанії. 27 листопада 1938 року направлений на будівництво U-52.
З 4 лютого по 17 вересня 1939 року — командир U-52, на якому здійснив 1 похід (19 серпня — 17 вересня), з 21 вересня 1939 року — U-40. 10 жовтня вийшов у свій останній похід. 13 жовтня U-40 підірвався на британському мінному полі в Ла-Манші і затонув. 3 членів екіпажу вціліли, 45 (включаючи Бартена) загинули.

## Звання
- Кандидат в офіцери (7 квітня 1931)
- Фенріх-цур-зее (1 січня 1933)
- Обенфенріх-цур-зее (1 січня 1935)
- Лейтенант-цур-зее (1 квітня 1935)
- Оберлейтенант-цур-зее (1 січня 1937)
- Капітан-лейтенант (1 жовтня 1939)

## Нагороди
- Медаль «За вислугу років у Вермахті» 4-го класу (4 роки)
- Іспанський хрест в бронзі (6 червня 1939)
- Залізний хрест 2-го класу (25 вересня 1939)